# رينيه بوالو
رينيه بوالو (بالإنجليزية: René Boileau)‏ هو لاعب هوكي جليد أمريكي، ولد في 18 مايو 1904 في بوينت كلير في كندا، وتوفي في 9 يونيو 1969.

## وصلات خارجية
- رينيه بوالو على موقع دوري الهوكي الوطني (الإنجليزية)
- رينيه بوالو على موقع EliteProspects.com (الإنجليزية)
- رينيه بوالو على موقع HockeyDB.com (الإنجليزية)
- رينيه بوالو على موقع Hockey-Reference.com (الإنجليزية)